# Burmesiola
Genre
Burmesiola est un  genre éteint d'araignées aranéomorphes de la famille des Hersiliidae.

## Distribution
Les espèces de ce genre ont été découvertes dans de l'ambre de Birmanie. Elles datent du Crétacé.

## Liste des espèces
Selon The World Spider Catalog 17.5 :
- † Burmesiola cretacea Wunderlich, 2011
- † Burmesiola daviesi Wunderlich, 2015

## Publication originale
- Wunderlich, 2011 : Some fossil spiders (Araneae) in Cretaceous ambers. Beiträge zur Araneologie, vol. 6, p. 539–557 (en).